# Wiel Coerver
Wiel Coerver, né le 3 décembre 1924 à Kerkrade (Pays-Bas) et mort le 22 avril 2011 dans la même ville, d'une pneumonie, est un footballeur et entraîneur néerlandais.

## Carrière
Coerver évolue dans les années 1940 et 1950 au VV Bleijerheide et au Rapid JC où il remporte le championnat des Pays-Bas de football 1955-1956. Il se reconvertit en entraîneur en 1959, dans le club amateur du Sportvereniging Nieuwenhagen. Il prend ensuite les commandes du Roda JC en 1965, puis du Sparta Rotterdam de 1966 à 1969, du NEC Nimègue de 1970 à 1973. Puis il est entraîneur de Feyenoord Rotterdam de 1973 à 1975, et réalise lors de la saison 1973-1974 le doublé championnat des Pays-Bas et la coupe UEFA. Il devient ensuite sélectionneur de l'équipe d'Indonésie de football jusqu'en 1976, où il reprend les commandes d'une équipe néerlandaise pour une saison, les Go Ahead Eagles de Deventer.

## Palmarès

### Joueur
- Champion des Pays-Bas 1955-1956 avec le Rapid JC

### Entraîneur
- Champion des Pays-Bas 1973-1974 avec Feyenoord Rotterdam
- Vainqueur de la coupe UEFA 1973-1974 avec Feyenoord Rotterdam